# Melocactus mazelianus
Melocactus mazelianus ist eine Pflanzenart aus der Gattung Melocactus in der Familie der Kakteengewächse (Cactaceae). Das Artepitheton mazelianus ehrt den tschechischen Ingenieur und Kakteenliebhaber Bohumil Mazel.

## Beschreibung
Melocactus mazelianus wächst mit gelblich grünen bis dunkelgrünen, niedergedrückt kugelförmigen bis pyramidalen oder eiförmigen Trieben, die bei Durchmessern von 7 bis 20 Zentimetern Wuchshöhen von 9 bis 20 Zentimeter erreichen. Es sind neun bis 15 zwischen den Areolen scharfkantige Rippen vorhanden. Die anfangs schwarzen Dornen werden später rötlich braun bis dunkelbraun und sind gelegentlich grau übertönt. Die bis zu drei Mitteldornen, die auch fehlen können, sind gerade oder leicht aufwärts gebogen und 1,5 bis 4,5 Zentimeter lang. Die 1,6 bis 4 Zentimeter langen sechs bis elf Randdornen sind gerade oder gebogen. Die untersten von ihnen sind am längsten. Das Cephalium wird bis zu 12 Zentimeter hoch und weist Durchmesser von 8 Zentimeter auf. Die darin befindlichen Borsten sind meist in der auffälligen weißen Wolle verborgen.
Die tief karminroten Blüten sind bis zu 2,6 Zentimeter lang und weisen Durchmesser von 1 bis 1,4 Zentimeter auf. Die rosa Früchte sind bis zu 4,1 Zentimeter lang.

## Verbreitung, Systematik und Gefährdung
Melocactus mazelianus ist in Kolumbien im Departamento Vichada sowie vom westlichen bis mittleren Venezuela im Einzugsgebiet des Orinoco verbreitet.
Die Erstbeschreibung erfolgte 1981 durch Jan Říha.
In der Roten Liste gefährdeter Arten der IUCN wird die Art als „Least Concern (LC)“, d. h. als nicht gefährdet geführt.

## Nachweise